# Amici miei
Amici miei (en Hispanoamérica, Amigos míos; en España, Habitación para cuatro) es una película italiana cómica de 1975 dirigida por Mario Monicelli. Es la primera de la serie cinematográfica, que continuará en 1982 con Un quinteto a lo loco (Amici miei - atto II°), nuevamente dirigida siempre por el mismo director, y en 1985 con Amici miei - atto III°, dirigida por Nanni Loy.
El proyecto de la película era de Pietro Germi, que no pudo realizarlo por una enfermedad que le causó la muerte en 1974. En los créditos iniciales de la película se le rinde homenaje: «un film di Pietro Germi» («una película de Pietro Germi»); ya después, se lee «regia di Mario Monicelli» («dirigida por Mario Monicelli»).
El significado del título, según Gastone Moschin, es la despedida del cine de Pietro Germi: «amici miei, ci vedremo, io me ne vado» («amigos míos: nos veremos; yo me voy»).

## Argumento
Cuatro amigos cincuentones que llevan toda la vida juntos se pasan el día organizando bromas pesadas para burlarse de los demás. Son el periodista Giorgio Perozzi, perseguido por la reprobación de su hijo y su exmujer; el arquitecto Rambaldo Melandri, sensible a los asuntos del corazón; el barman Guido Necchi, propietario del bar en el que el grupo se reúne cada noche; y el conde Mascetti, un noble venido a menos, obligado a vivir en un sótano, que no tiene ningún escrúpulo a la hora de alejar a su mujer y su hija para disfrutar de una relación clandestina con su joven amante, Titti. Todos ellos, conscientes de que eso les ayuda a seguir unidos, tienen la costumbre de recurrir a las bromas para prolongar su juventud y defenderse de las penas de la vida.

## Reparto
- Ugo Tognazzi: Raffaello Mascetti

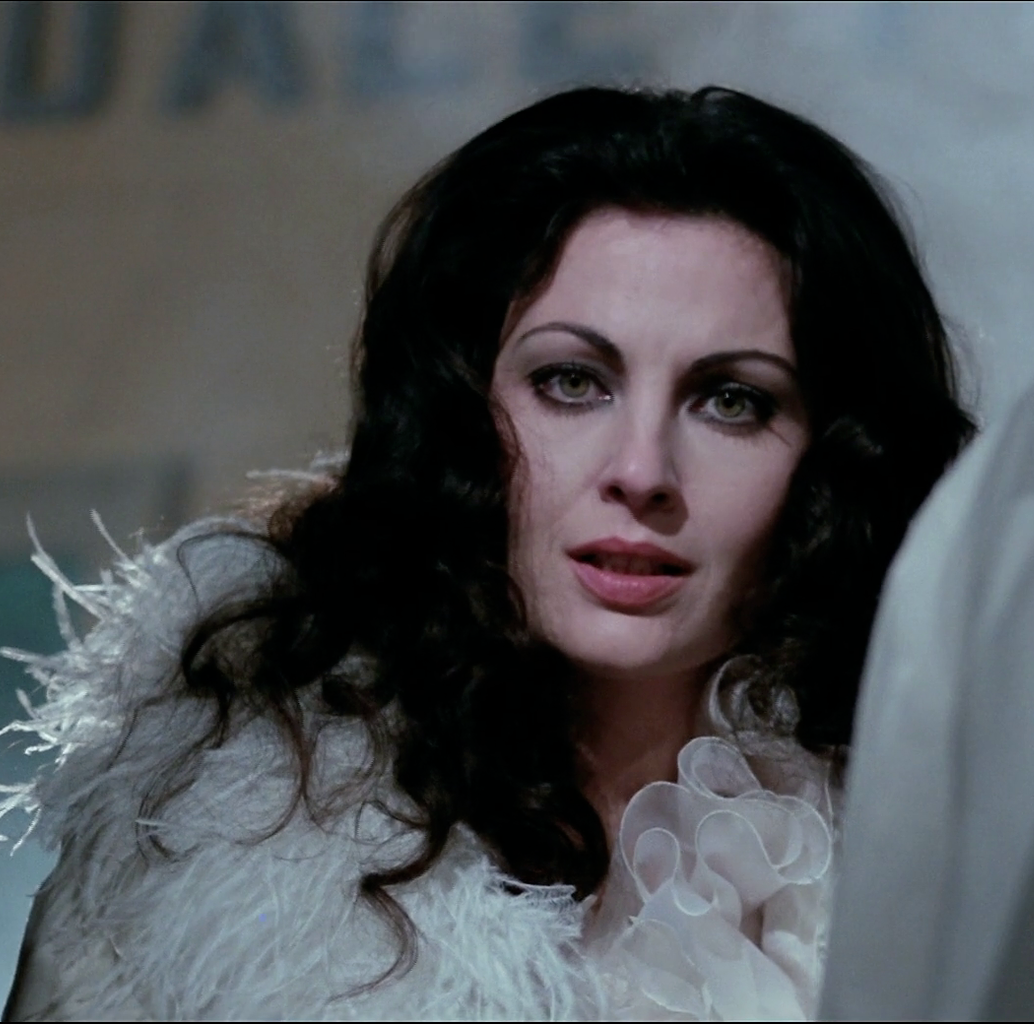
Olga Karlatos en parte de un fotograma de la película.

- Gastone Moschin: Rambaldo Melandri
- Philippe Noiret: Giorgio Perozzi
- Duilio Del Prete: Guido Necchi
- Olga Karlatos: Donatella Sassaroli
- Silvia Dionisio: Titti Ambrosio
- Milena Vukotic: Alice Mascetti
- Bernard Blier: Nicolò Righi
- Adolfo Celi: Alfeo Sassaroli
- Franca Tamantini: Carmen Necchi
- Angela Goodwin: Laura Perozzi
- Maurizio Scattorin: Luciano Perozzi
- Mario Scarpetta: Vigile Paolini

## Actores españoles de doblaje[3]
- Ángel María Baltanás: Raffaello Mascetti
- Javier Dotú: Rambaldo Melandri
- Héctor Cantolla: Giorgio Perozzi
- Juan Logar: Guido Necchi
- María Romero: Donatella Sassaroli
- Ángela González: Alice Mascetti
- Manuel Torremocha: Nicolò Righi
- José Martínez Blanco: Alfeo Sassaroli
- María Luisa Rubio: Carmen Necchi
- Diego Martín: Luciano Perozzi
- Antonio Fernández Sánchez: el Agente Paolini
- Benjamín Domingo: Ambrosio

## Distribución
La película se estrenó en los cines italianos el 24 de octubre de 1975. En Italia era, al principio, para mayores de 14 años. El año siguiente, fueron añadidos veinte minutos y la película dejó de ser prohibida a los menores de 14 años.   
En España, la película se estrenó el 4 de junio de 1976.

## Música
La música de la película, compuesta por Carlo Rustichelli y producida por Cinevox, se publicó  en formato CD Audio el 10 de septiembre del 2007.
1. Amici miei
2. Al trani
3. Un giorno amaro
4. Una partita a carte
5. Una bravata
6. Luna park delle illusioni
7. ... e lo scherzo finisce
8. Un gioco di tristezza
9. Amici miei (2)
10. Bella figlia dell'amore
11. Amici sempre
12. Un goccio di tristezza (2)
13. Amici miei (3)
14. Al trani (2)
15. Amici miei (4)
16. Bella figlia dell'amore (versión de la película)
17. Amici miei (5)
18. Amici miei (versión cantada)

## Continuación
La película tuvo dos secuelas:
- Un quinteto a lo loco (Amici miei - atto II°)
- Amici miei - atto III°, de Nanni Loy.